# Verband der Kämpfer für Freiheit und Demokratie
Der Verband der Kämpfer für Freiheit und Demokratie (polnisch Związek Bojowników o Wolność i Demokrację; ZBoWiD) war die offizielle polnische staatlich kontrollierte Kriegsveteranenvereinigung in der Volksrepublik Polen.

## Geschichte
Maßgeblich von Franciszek Jóźwiak wurde die Organisation 1949 als Zusammenschluss bereits seit 1945 bestehender Veteranenverbände gegründet. In den ersten Jahrzehnten nahm sie vorwiegend ehemalige Angehörige der kommunistischen Armia Ludowa sowie kommunistische Partisanen und Insassen von Konzentrationslagern auf. Seit den 1960er Jahren wurden auch ehemalige Angehörige der nichtkommunistischen Heimatarmee (Armia Krajowa) aus der Zeit des Zweiten Weltkrieges aufgenommen.
Der Verband war eine der Mitgliedsorganisationen in der Nationalen Einheitsfront (Front Jedności Narodu, FJN). Offiziell war sie unabhängig von der Polnischen Vereinigten Arbeiterpartei, wurde aber von dieser faktisch gesteuert. Ihre Mitgliederzahl lag in den 1970er Jahren bei 330.000 und 1986 bei 800.000 Mitgliedern.
Unter dem Vorsitzenden Mieczysław Moczar spielte der Verband in den 1960er Jahren eine bedeutende innenpolitische Rolle. Er stellte eine starke Basis beim Machtkampf gegen Władysław Gomułka dar. Dabei führten antisemitische und nationalistische Parolen zur Emigration tausender noch in Polen lebender Juden. Erst als Gomułka den Prager Frühling vorbehaltlos verurteilte und Leonid Breschnew ihn wieder unterstützte scheiterte dieser Machtkampf. Im Jahr 1971 musste Moczar die Führung des Verbandes mit Wojciech Jaruzelski zunächst teilen, ehe dieser ihn 1983 völlig von der Führung verdrängte. Die Begründung war, dass Polen nicht zum 40. Jahrestag des Warschauer Gettoaufstandes einen so kompromittierten Antisemiten an die Spitze der Widerstandsveteranen stellen könne. Das mache, vor allem in der westlichen Welt, einen schlechten Eindruck.
1990 wurde der ZBoWiD in Związek Kombatantów Rzeczypospolitej Polskiej i Byłych Więźniów Politycznych (Verband der Kombattanten der Republik Polen und der ehemaligen politischen Häftlinge) umgewandelt.